# 布里揚斯河
布里揚斯河（法語：Briance，法語發音：[bʁijɑ̃s]）是法國的河流，位於該國中部，屬於維埃納河的左支流，河道全長57.7公里，流域面積597平方公里，平均流量每秒8.17立方米，發源自布里扬斯河畔拉克鲁瓦西耶，河口處在维埃纳河畔孔达和博斯米莱吉耶之間。

## 外部連結
- http://www.geoportail.fr （页面存档备份，存于）
- The Briance at the Sandre database